# Редланд (Тексас)
Редланд (енгл. Redland) насељено је место без административног статуса у америчкој савезној држави Тексас.

## Демографија
По попису из 2010. године број становника је 1.047.
| Група             | 2000.    | 2010.       |
| Белци             | 0 (0,0%) | 551 (52,6%) |
| Афроамериканци    | 0 (0,0%) | 230 (22,0%) |
| Азијати           | 0 (0,0%) | 5 (0,5%)    |
| Хиспаноамериканци | 0 (0,0%) | 240 (22,9%) |
| Укупно            | 0        | 1.047       |